# Herivelto Martins
Herivelto de Oliveira Martins (Vassouras, 30 januari 1912 - Rio de Janeiro, 17 september 1992) was een Braziliaans componist, zanger, gitarist en acteur. Een aantal van zijn composities werden klassiekers, zoals Da cor do meu violão, Que rei sou eu?, Praça onze en Ave Maria no morro.

## Biografie
Herivelto was een zoon van Félix Martins, een werknemer bij de spoorwegen met een passie voor het schrijven en regisseren van amateurtoneel en het maken van muziek op gitaar, piano, trompet en tamboerijn.
Zijn debuut maakte hij op een leeftijd van drie jaar in een van de toneelstukken van zijn vader. In 1917 vertrok het gezin naar het nabij gelegen Barra do Piraí. Toen hij acht jaar oud was speelde hij de reco-reco in de muziekgroep van zijn vader en een jaar later schreef hij zijn eerste compositie, Nunca mais. Op zijn vijftiende sloot hij zich als goochelaar aan bij een circus dat zijn woonplaats aandeed, totdat dit in 1930 op last van de politie werd ontbonden.
Hij vertrok daarop naar zijn broer Lacy in Rio. Hier werd hij kapper en deed hij er wat werkzaamheden naast in een opnamestudio. In deze jaren kwam hij in aanraking met de samba uit de woonwijk Mangueira. Ook trad hij geregeld op als muzikant en speelde bijvoorbeeld mee als drummer in de band van de populaire zanger J.B. de Carvalho. Zoals hij dat zijn hele leven bleef doen, bracht hij ook hier composities voort, zoals Acorda, escola de samba, dat naar zijn eigen zeggen de eerste samba was die het dagelijkse leven bezong. Het lied gaat over liefde en samba op de heuvels van Rio en werd voor het eerst opgenomen door Sílvio Caldas. Een ander lied, Seu condutor, werd later opgenomen door Alvarenga e Ranchinho.
Hij speelde in verschillende duo's, waaronder voor het eerst met Francisco Sena rond 1934 en, na diens dood in 1935, met Nilo Chagas. In 1936 ontmoette hij de zangeres en zijn latere vrouw Dalva de Oliveira. Hun eerste zoon, Pery Ribeir (1937) werd eveneens een bekende zanger. Met zijn vrouw trad hij op in Cassino da Urca, een van de meest vooraanstaande uitgaansgelegenheden van die tijd, tot in 1946 alle casino's op last van een antigokwet gesloten werden. Het echtpaar ging na dertien jaar huwelijk met veel rumoer uit elkaar, waarna nog zes jaar volgden waarin ze elkaar van alles en nog wat betichtten.
De plaats van De Oliveira werd opgevuld door Noemi Cavalcanti. Van 1952 tot 1957 ging Martins verder in een trio met Lourdinha Bittencourt en Raul Sampaio. Hierna was hij minder zichtbaar voor het publiek en trad hij enkel af en toe op tijdens festivals en dergelijke.
Het laatste deel van de jaren veertig was het meest succesvol voor Martins, zowel wat zijn optredens betreft als voor de composities die hij schreef. Veel ervan werden klassiekers, zoals Da cor do meu violão, Que rei sou eu?, Praça onze en Ave Maria no morro. Het laatste lied was een van de eerste nummers die de Nederlandse palingsoundband The Cats in 1965 op single uitbracht.
Sinds het begin van de jaren veertig speelde hij verder nog in tientallen films, waaronder in Berlim na Batucada (1944), Caídos do Céu (1946) en Cronos (1993).
- Biblioteca Nacional de España: XX891500
- Bibliothèque nationale de France: cb13804140f (data)
- Gemeinsame Normdatei: 119183161
- International Standard Name Identifier: 0000 0000 7828 1958
- Library of Congress Control Number: n83172300
- MusicBrainz: 04ed945a-75cd-4b2b-828a-eb8410c0e59a
- Nationale Bibliotheek van Israël: 987007411698705171
- Virtual International Authority File: 71576349
- WorldCat: E39PBJrwVy6tWhYq7xwW39vT73